# Micha’el Ochanna
Micha’el Ochanna (hebr. ‏מיכאל אוחנה‎; ur. 4 października 1995 w Jerozolimie) – izraelski piłkarz grający na pozycji pomocnika. Od 2016 roku zawodnik Hapoelu Beer Szewa.

## Życiorys
W czasach juniorskich trenował w Hapoelu Jerozolima, Beitarze Jerozolima, Maccabi Tel Awiw i FC Aszdod. W 2012 roku w barwach tego ostatniego zadebiutował w rozgrywkach Ligat ha’Al – miało to miejsce 22 grudnia 2012 w przegranym 1:2 meczu z Bene Sachnin. 7 września 2016 odszedł za równowartość miliona euro do Hapoelu Beer Szewa. Wraz z tym klubem dwukrotnie zdobył mistrzostwo kraju.
W reprezentacji Izraela zadebiutował 2 września 2017 w przegranym 0:1 spotkaniu z Macedonią w ramach eliminacji do Mistrzostw Świata 2018. Grał w nim do końca pierwszej połowy, po czym został zmieniony przez Tomera Chemeda.

## Statystyki
| Sezon     | Klub              | Liga   | Liga        | Mecze | Gole |
| --------- | ----------------- | ------ | ----------- | ----- | ---- |
| 2012/2013 | FC Aszdod         | Izrael | Ligat ha’Al | 4     | 0    |
| 2013/2014 | FC Aszdod         | Izrael | Ligat ha’Al | 5     | 0    |
| 2014/2015 | FC Aszdod         | Izrael | Ligat ha’Al | 31    | 2    |
| 2015/2016 | FC Aszdod         | Izrael | Liga Leumit | 35    | 2    |
| 2016/2017 | FC Aszdod         | Izrael | Ligat ha’Al | 2     | 0    |
| 2016/2017 | Hapoel Beer Szewa | Izrael | Ligat ha’Al | 31    | 5    |
| 2017/2018 | Hapoel Beer Szewa | Izrael | Ligat ha’Al | 15    | 1    |
| 2018/2019 | Hapoel Beer Szewa | Izrael | Ligat ha’Al |       |      |

## Sukcesy
Hapoel Beer Szewa
- Mistrzostwo Izraela (2): 2017, 2018[3]